# Минијера (Савона)
Минијера је насеље у Италији у округу Савона, региону Лигурија.
Према процени из 2011. у насељу је живело 12 становника. Насеље се налази на надморској висини од 657 м.